# Svitjaz
Svitjaz (ukr. Сві́тязь) je najdublje ukrajinsko jezero s maksimalnom dubinom od 58,4 metra. S površinom od 25,2 km2 je drugo po veličini. Svitjaz pripada skupini Šackih jezera koja se nalaze u Polesju na krajnjem sjeverozapadu Ukrajine (Volinjska oblast) prema granici s Bjelorusijom i Poljskom. Jezero je dio nacionalnog parka Šackog.
U središnjem dijelu jezera nalazi se otok površine 7 hektara. Prosječna dubina jezera je 6,9 m., dok je prozirnost vode do 8 metara. Najveća dužina jezera iznosi 9,3 km, a širina 8 km. Volumen jezera je 180 km³.
Zbog čistoće vode i pjeskovitih obala jezero je tijekom ljeta popularno turističko odredište.

## Vanjske poveznice
|  | Zajednički poslužitelj ima još gradiva o temi Svitjaz |

- Svitiaz (ukr.)